# Berzano di San Pietro
Berzano di San Pietro (piemontiul: Bersan) település Olaszországban, Piemont régióban, Asti megyében. Lakosainak száma 421 fő (2023. január 1.). Berzano di San Pietro Albugnano, Aramengo, Casalborgone, Cinzano és Moncucco Torinese községekkel határos.

## Népesség
A település népességének változása:
| Lakosok száma | 424  | 415  | 421  |
|               | 2017 | 2018 | 2023 |